# Tigranes Oróntida
Tigranes fue un rey oróntida de Armenia entre 560–535 AC.

## Vida
Según la Historia de Armenia de Moisés de Corene, durante el reino de Tigranes (Tigran Yervanduni) el territorio de Armenia se extendía unos 400.000 km². Moisés lo llama «el más sabio, el más poderoso y el más valiente de los reyes armenios».
Según Heródoto, fue Harpago, junto a Ciro quienes derrocaron a Astiages. Esto se contradice con la leyenda armenia que dice que el rey de los medos, Azhdahak (Astiages) soñó que Tigranes le atacaría por lo que planeó su caída. Comenzó una guerra en la que Tigranes mató a Azhdahak y desposó a la viuda de Astiages, Anush (Aryenis).
Jenofonte menciona a Tigranes en su Ciropedia, donde cuenta que era aliado de Ciro el Grande. Según el autor armenio H. Khachatryan, eran compañeros de caza. Tigranes era un gran arquero y siempre salía victorioso sobre Ciro. Este último una vez decidió organizar un torneo en el que los participantes debían tomar diez copas de vino antes de disparar. Ciro y Tigranes bebieron vino, pero luego de eso, Ciro el Grande consumió una hierba especial para contrarrestar los efectos del vino. Tigranes, sin embargo, hizo lo mismo y ganó el torneo. Después de eso, Ciro dijo: «No, el vino no puede vencer a hombres como nosotros. No importa cuanto bebamos, no nos embriagamos. Y yo erré solo dos veces de cuatro y tú no erraste ninguna».